# ATF7
ATF7 (англ. Activating transcription factor 7) – білок, який кодується однойменним геном, розташованим у людей на короткому плечі 12-ї хромосоми. Довжина поліпептидного ланцюга білка становить 494 амінокислот, а молекулярна маса — 52 967.
| 10         |  | 20         |  | 30         |  | 40         |  | 50         |
| ---------- |  | ---------- |  | ---------- |  | ---------- |  | ---------- |
| MGDDRPFVCN |  | APGCGQRFTN |  | EDHLAVHKHK |  | HEMTLKFGPA |  | RTDSVIIADQ |
| TPTPTRFLKN |  | CEEVGLFNEL |  | ASSFEHEFKK |  | AADEDEKKAR |  | SRTVAKKLVA |
| AAGPLDMSLP |  | STPDIKIKEE |  | EPVEVDSSPP |  | DSPASSPCSP |  | PLKEKEVTPK |
| PVLISTPTPT |  | IVRPGSLPLH |  | LGYDPLHPTL |  | PSPTSVITQA |  | PPSNRQMGSP |
| TGSLPLVMHL |  | ANGQTMPVLP |  | GPPVQMPSVI |  | SLARPVSMVP |  | NIPGIPGPPV |
| NSSGSISPSG |  | HPIPSEAKMR |  | LKATLTHQVS |  | SINGGCGMVV |  | GTASTMVTAR |
| PEQSQILIQH |  | PDAPSPAQPQ |  | VSPAQPTPST |  | GGRRRRTVDE |  | DPDERRQRFL |
| ERNRAAASRC |  | RQKRKLWVSS |  | LEKKAEELTS |  | QNIQLSNEVT |  | LLRNEVAQLK |
| QLLLAHKDCP |  | VTALQKKTQG |  | YLESPKESSE |  | PTGSPAPVIQ |  | HSSATAPSNG |
| LSVRSAAEAV |  | ATSVLTQMAS |  | QRTELSMPIQ |  | SHVIMTPQSQ |  | SAGR       |

A: Аланін

C: Цистеїн

D: Аспарагінова кислота

E: Глутамінова кислота

F: Фенілаланін

G: Гліцин

H: Гістидин

I: Ізолейцин

K: Лізин

L: Лейцин

M: Метіонін

N: Аспарагін

P: Пролін

Q: Глутамін

R: Аргінін

S: Серин

T: Треонін

V: Валін

W: Триптофан

Кодований геном білок за функціями належить до активаторів, фосфопротеїнів. 
Задіяний у таких біологічних процесах, як взаємодія хазяїн-вірус, транскрипція, регуляція транскрипції, альтернативний сплайсинг. 
Білок має сайт для зв'язування з іонами металів, іоном цинку, ДНК. 
Локалізований у цитоплазмі, ядрі.